# Caragana opulens
Caragana opulens är en ärtväxtart som beskrevs av Vladimir Leontjevitj Komarov. Caragana opulens ingår i släktet karaganer, och familjen ärtväxter. IUCN kategoriserar arten globalt som livskraftig. Inga underarter finns listade i Catalogue of Life.